# Gunung Bayu
Gunung Bayu är en kulle i Indonesien.   Den ligger i provinsen Aceh, i den västra delen av landet, 1 700 km nordväst om huvudstaden Jakarta. Toppen på Gunung Bayu är 95 meter över havet.
Terrängen runt Gunung Bayu är platt åt nordost, men åt sydväst är den kuperad. Trakten runt Gunung Bayu är nära nog obefolkad, med mindre än två invånare per kvadratkilometer. I omgivningarna runt Gunung Bayu växer i huvudsak städsegrön lövskog.